# Rudolf Masný
Rudolf Masný (21. března 1907 Banská Štiavnica – 17. července 1985 Bratislava) byl slovenský důstojník a bojovník slovenského národního povstání.
Svojí původní profesí byl Rudolf Masný pedagog. Pracoval jako ředitel měšťanské školy v Ľubietové, později absolvoval týlní odbor Vysoké školy válečné v Praze. V letech 1940-1944 působil v hodnosti kapitána a velitele automobilové roty a praporu ve slovenské armádě v Banské Bystrici. Od roku 1942 byl aktivním účastníkem ilegálního protifašistického odboje v armádě. Od roku pak byl 1944 spolupracovníkem Vojenského ústředí povstalecké Slovenské národní rady. Po přechodu národního povstání do hor byl bojovníkem partyzánské skupiny. Po osvobození pracoval v hospodářských organizacích.
V roce 1945 byl vyznamenán řádem Za zásluhy II. stupně. O rok později také získal Československý válečný kříž 1939. Roku 1977 mu bylo dále uděleno vyznamenání Zasloužilého bojovníka proti fašismu.